# Kuldyga

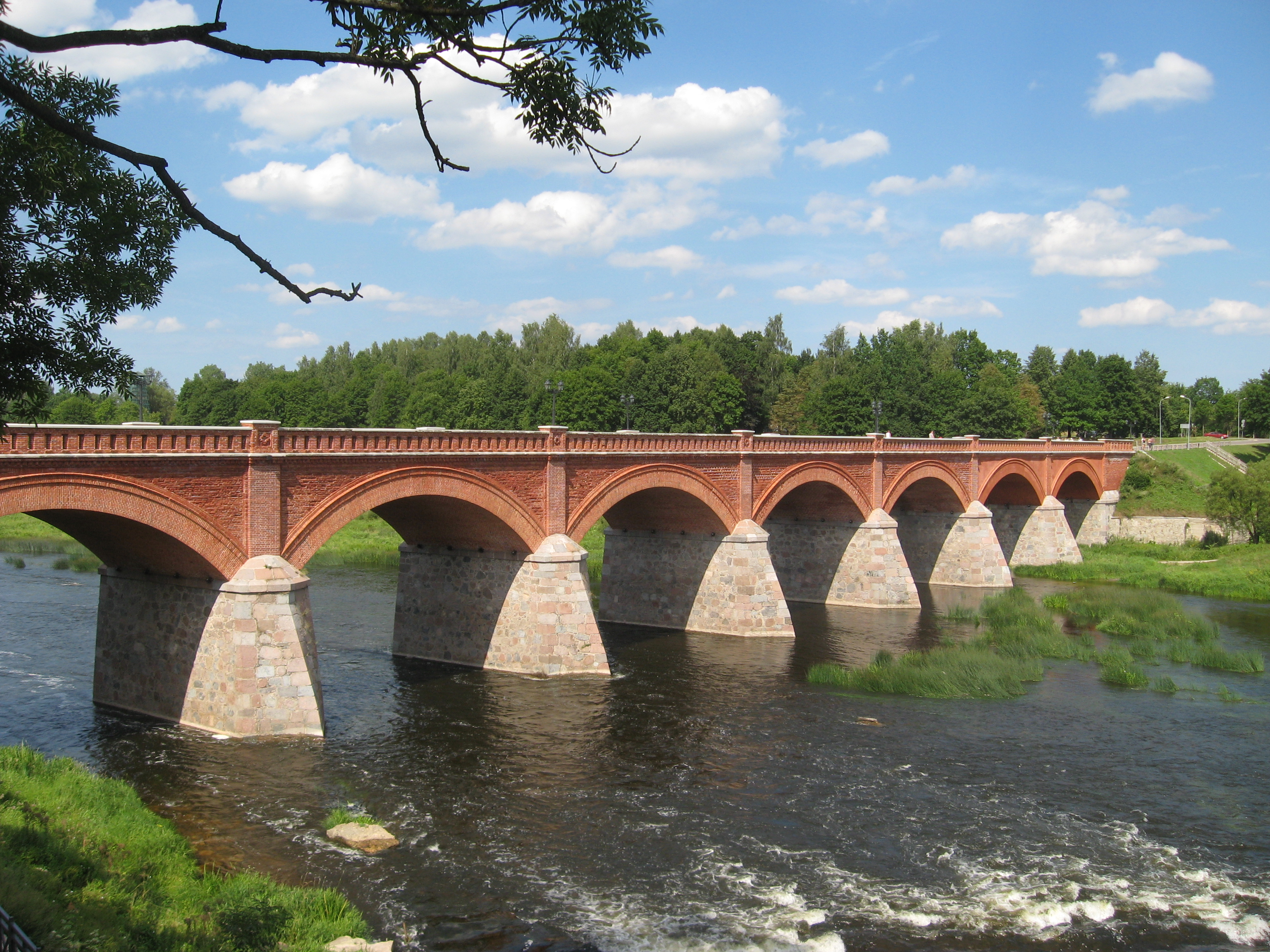
Ceglany most przez rzekę Windawę w Kuldydze

Kuldyga (łot. Kuldīga; hist. niem. Goldingen) – miasto w zachodniej Łotwie, w Kurlandii, nad rzeką Windawą, siedziba władz novadsu Kuldyga, 12 123 mieszkańców. Kuldyga do dziś zachowała swój rzemieślniczy charakter. Znajdują się tam również nowoczesne zakłady przemysłowe, dominuje przemysł drzewny. W mieście mają swoją siedzibę również filie wyższych uczelni pedagogicznych z Rygi i Lipawy.
W 2023 roku stare miasto w Kuldydze zostało wpisane na listę światowego dziedzictwa UNESCO.

## Historia
Kuldyga wzmiankowana była po raz pierwszy w 1245 roku, w dokumentach biskupa Wilhelma. W tych latach na terenie obecnej Kuldygi zbudowano zamek inflanckiej gałęzi zakonu krzyżackiego nazwany Jesusburg (później Goldingen). W 1378 Kuldyga uzyskała prawa miejskie, a w 1398 wstąpiła do Związku Hanzeatyckiego. W XVII wieku była, obok Mitawy, głównym ośrodkiem Księstwa Kurlandii i Semigalii. Do dziś nazywana jest stolicą Kurlandii.
We wrześniu 1659 roku tutejszy zamek został zajęty przez wojska Rzeczypospolitej. Twierdza mająca 1500 ludzi (1/3 sił szwedzkich w Kurlandii) zdobyta została przez około 800 żołnierzy, niedysponujących większą liczbą dział.
Podczas okupacji hitlerowskiej, w lipcu roku Niemcy utworzyli getto dla żydowskich mieszkańców. Przebywało w nim około 600 osób. W sierpniu 1941 roku Niemcy zlikwidowali getto, a Żydów zamordowano na w lesie Kalnamuizhas. Sprawcami zbrodni byli Łotysze z Rygi  z tzw. komando Arajsa oraz kompania miejscowej „samoobrony”. Zbrodnią kierowali Feliks Dibietis i Viktors Arajs. 

## Zabytki i atrakcje turystyczne
- jednolita zabudowa drewniana z XVIII-XIX wieku, zespół unikatowy w skali Łotwy.
- XIII-wieczny młyn wodny na rzece Alekšupīte.
- ceglany most z 1874 r. na rzece Windawie o długości 165 m.
- katolicki kościół Świętej Trójcy z 1640 r.
- „domek kata” oraz luterański kościół św. Katarzyny z bogato rzeźbioną amboną i ołtarzem z XVII wieku, autorstwa Seferemsa Starszego oraz organami z 1715 roku.
- luterański kościół Świętej Anny z 1904 r.
- cerkiew prawosławna z 1871 r.
- Główną atrakcją miasta są wodospady rumba Windawy, najszersze naturalne wodospady na Łotwie o szerokości 110 m i wysokości ponad 2 m.
- Synagoga w Kuldydze.

## Urodzeni w mieście
- Gotard Wilhelm Butler – polski urzędnik, podskarbi nadworny koronny, podkomorzy nadworny koronny, dowódca straży przybocznej króla Polski Jana Kazimierza
- Māris Grīnblats – łotewski polityk
- Jakub Kettler – książę Kurlandii i Semigalii w latach 1638 i 1642–1682, lennik Polski
- Aivis Ronis – łotewski dyplomata i polityk
- Max Weinreich – żydowski językoznawca, filolog, propagator języka jidysz, działacz społeczny i kulturalny